# Daniel Ibañes Caetano
Daniel Ibañes Caetano, conocido como Daniel (Sorocaba/SP, Brasil, 6 de julio de 1976) es un exjugador de fútbol sala naturalizado español que se desempeñaba en el puesto de Ala en el Inter Movistar de la División de Honor de Fútbol Sala y en la Selección de fútbol sala de España. Actualmente es director deportivo del Real Betis Futsal.

## Clubes
| Club                  | País   | Año       | PJ | G |
| --------------------- | ------ | --------- | -- | - |
| Mejorada              | España | 1995-96   |    |   |
| Caja Segovia          | España | 1996-02   |    |   |
| Inter Movistar        | España | 2002-2010 |    |   |
| Burela Pescados Ruben | España | 2015-     |    |   |
| Real Betis Futsal     | España | 2018-     |    |   |

## Palmarés
- 117 veces Internacional
- 5 Campeonatos de Liga (98/99, 02/03, 03/04, 04/05, 07/08)
- 7 Campeonatos de Copa (97/98, 98/99, 99/00, 03/04, 04/05, 06/07, 08/09)
- 8 Supercopas de España (97/98, 98/99, 99/00, 01/02, 03/04, 05/06, 07/08, 08/09)
- 4 UEFA Futsal Cup (2000, 2004, 2006, 2009)
- 5 Copas Intercontinentales (2000, 2005, 2006, 2007, 2008)
- 1 Recopa de Europa (2008)
- 2 Copas Ibéricas (03/04, 05/06)
- 1 Campeonato del Mundo (Guatemala 2000)
- 1 Subcampeonato del Mundo (Brasil 2008)
- 4 Campeonatos de Europa (Rusia 2001, Chequia 2005, Portugal 2007, Hungría 2010)
- 1 vez elegido Mejor Jugador de la LNFS (98/99)
- 2 veces elegido Mejor Ala Derecho LNFS (98/99, 01/02)
- 1 vez elegido Mejor Ala-Pívot de la LNFS (04/05)
- 1 vez Máximo Goleador de la LNFS (01/02)
- Elegido Tercer Mejor Jugador del Mundo (Guatemala 00)
- Máximo Goleador UEFA Futsal Cup (99/00)
- Mejor Jugador UEFA Futsal Cup (99/00)